# Sapillica
Sapillica es un pueblo peruano, capital del distrito homónimo perteneciente a la provincia de Ayabaca del departamento de Piura, al norte del Perú. 

## Ubicación
Sapillica se ubica al suroeste de la provincia de Ayabaca, en el distrito de Sapillica, en el departamento de Piura.

## Demografía
En 2017 Sapillica tenía una población de 1024 habitantes.
| Gráfica de evolución demográfica de Sapillica entre 1993 y 2017 |
|                                                                 |
| Fuentes: Población 1993 y 2017                                  |